# サン・ハウス

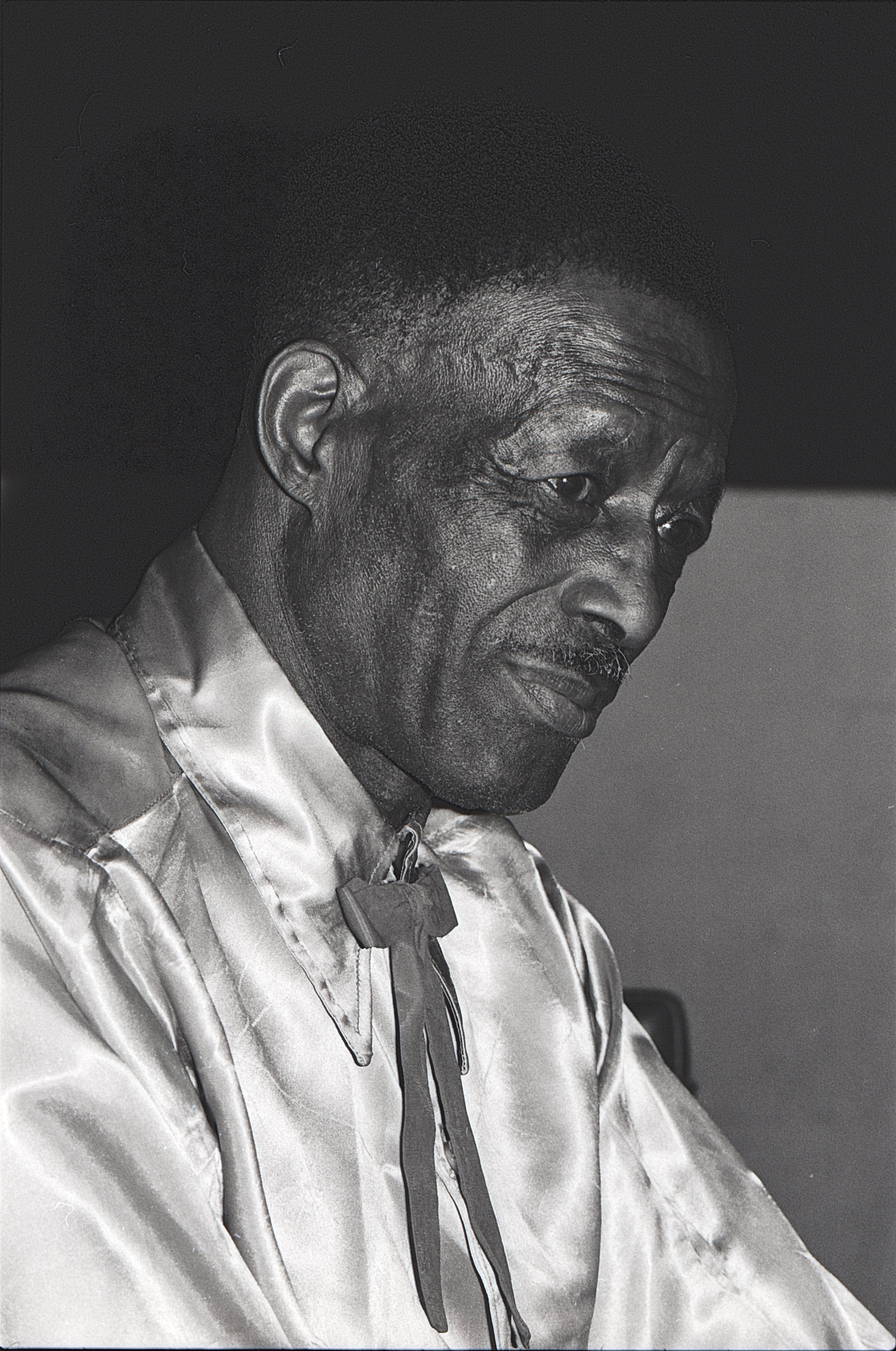
ハウス（1971年5月、ミネアポリスにて）

サン・ハウス（Son House、1902年3月21日 - 1988年10月19日）はアメリカ合衆国のデルタ・ブルースの歌手、ギタリストである。非常に感情移入した歌唱スタイルとスライド・ギターのプレイで知られている。
長年にわたり世俗的な音楽に敵意を抱いていたハウスは、何年か説教師として、また教会の牧師としても働いていたが、25歳のときにブルースのパフォーマーに転向した。彼は説教で培ったリズム、声のパワー、そして力強い感情表現をブルースに応用し、独自のスタイルを築き上げた。ミシシッピ州立刑務所（別名：パーチマン・ファーム）への服役でキャリアは中断されたものの、彼は音楽の才能を磨き、その存在は当時ミシシッピ・デルタ地域のブルース・アーティストの第一人者だったチャーリー・パットンの目にも留まった。彼はハウスをライヴに一緒に出演するよう誘い、また彼の1930年のパラマウント・レコードのレコーディング・セッションにも同行するよう要請したのだった。
レコードの発売は世界大恐慌の始まった頃であったため売れ行きは思わしくなく、全米的な知名度向上にもつながらなかった。地元ではハウスの人気は衰えることはなく、1930年代にはパットンの仲間のウィリー・ブラウンと並んで、彼はコアホマ郡では最も知られたミュージシャンのひとりであった。彼はロバート・ジョンソンやマディ・ウォーターズがアーティストの形を作る上で大きな影響を与えた。1941年と1942年に、ハウスと彼のバンドはアメリカ議会図書館とフィスク大学のためにアラン・ローマックスとジョン・W・ワークによってレコーディングされた。翌年、彼はデルタを後にしてニューヨーク州のロチェスターに移住し、音楽から引退してしまった。
1964年、キャンド・ヒートの共同創設者であるアラン・ウィルソンがハウスを発見し、彼に昔の録音を聞かせた。彼はハウスに音楽活動に戻るように促した。ここから生まれたコラボレーションによって『Father of Folk Blues』が誕生した。ウィルソンは「Empire State Express」でセカンド・ギターを、そして「Levee Camp Moan」ではハープを演奏した。ハウスのマネージャーだったディック・ウォーターマンは「アル・ウィルソンがサン・ハウスを見つけるのを手伝ってくれた」と語っている。ハウスは自身のレパートリーを改めて学び直し、エンターテイナーとしてのキャリアを再度確立したのであった。彼はアメリカン・フォーク・ミュージック・リバイバルの時代にコーヒーハウス、フォーク・フェスティバル、そしてコンサート・ツアーを通じて、主に白人の若者に向けて演奏し、「フォーク・ブルース」歌手として売り出した。彼は数枚のアルバムを録音し、非公式に録音されたコンサートもアルバムとしてリリースされた。2017年には、彼のシングル「Preachin' The Blues」がブルースの殿堂入りしている。

## 来歴

### 幼少期から青年期

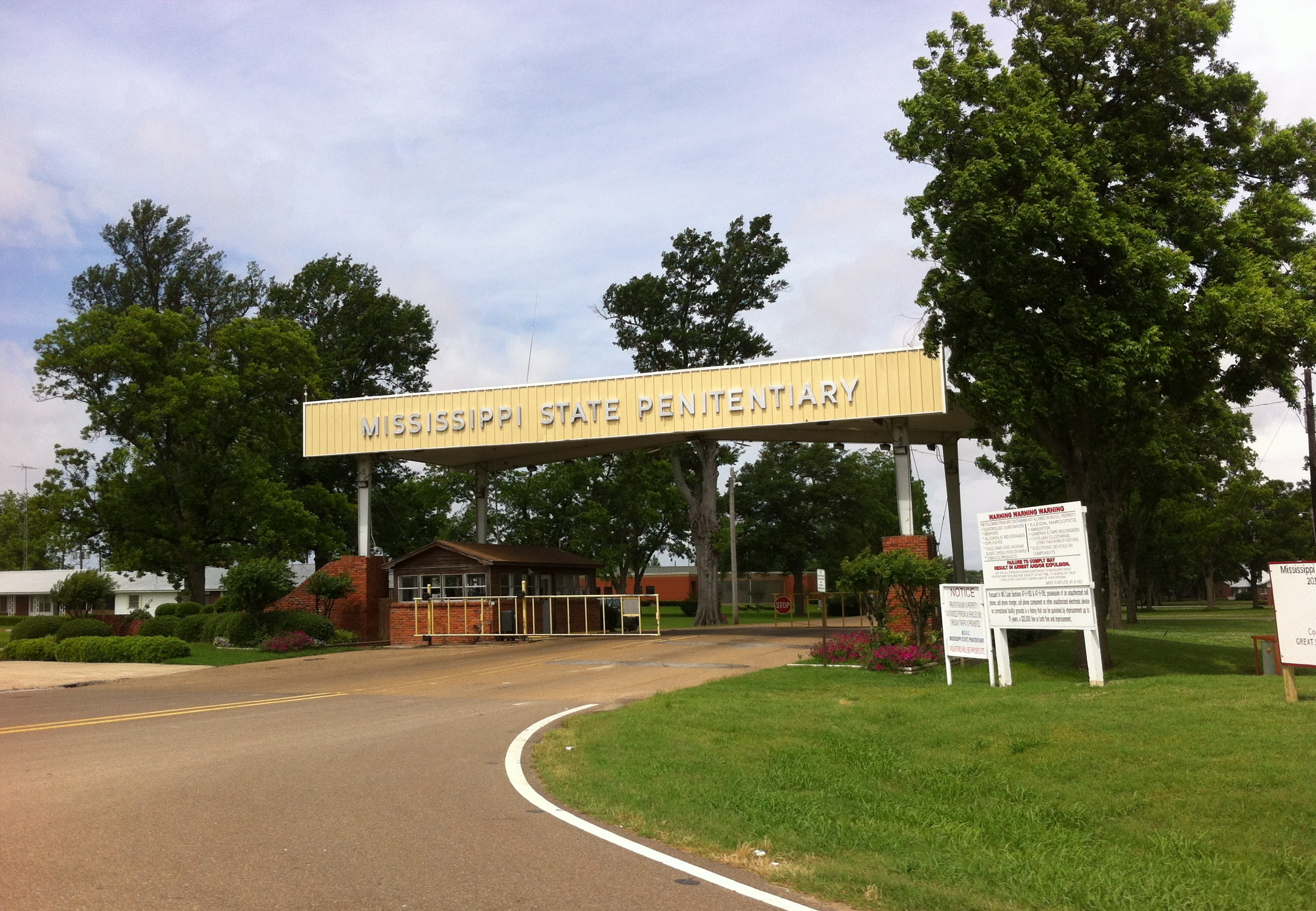
ハウスが収監されていたミシシッピ州立刑務所

ハウスは、ミシシッピ州クラークスデール北の集落、ライオンで生まれた。3人兄弟の２番目で、ミシシッピ・デルタの農村部であった。7、8歳の頃両親が離婚するまで、彼はそこに暮らした。父親エディ・ハウス・シニアはミュージシャンで、兄弟たちとバンドを組みチューバを演奏していたが、ときにギターを弾くこともあったと言う。彼は教会の会員であったが、酒飲みでもあり、飲酒の問題で教会を去ることとなった。しかし、結局酒を経ち、バプティストの助祭となった。若きエディ（サン・ハウス）は家族の信仰を受け入れ、教会へ通うようになった。彼はまた音楽の愛好心も家族から引き継いだが、歌うことに専念し、家族の組んでいたインストゥルメンタルのバンドには興味を示さず、信仰心からブルースには敵対心を持つようになった。
ハウスの両親が離婚すると、母親は彼をミシシッピ州ヴィックスバーグのミシシッピ川を挟んだ対岸のルイジアナ州タルーラへ連れていった。彼が10代の最初の頃、彼らはニューオーリンズのアルジアーズに引っ越した。彼は後になってこの頃を回想し、当時のブルースに対する嫌悪感と教会に通うことへの情熱について語っている（彼はこの当時の自身を振り返り、教会的[churchy]、教会化[churchified]していたと説明している。）恐らくまだアルジアーズに住んでいた15歳のとき、ハウスは説教するようになった。
デルタ地帯に住んでいた19歳のとき、彼は年上のニューオーリンズ出身の女性、キャリー・マーティンと結婚した。これはハウスにとって大きな一歩だった。彼は教会で結婚式を挙げたのだが、自身の家族の反対を押し切って踏み切っていた。2人は、キャリーの父親の農場を手伝うため、彼女の故郷、ルイジアナ州センタービルに移住した。その数年後、利用されたと感じ幻滅したハウスは、「彼女を門柱にぶら下げたままにして出て行こうとすると、父親からは『もっと耕さねばらないから戻ってこい』と言われた」と回想した。ちょうどその時期1922年頃、ハウスの母親が死去した。後年になっても彼は当時の結婚生活に憤慨心を持ち続けており、キャリーについて「彼女はニューオーリンズの娼婦の一人に過ぎなかった」と語っている。
ハウスは農作業に限らず、若い頃に就いた数々の単純労働に対してもしばしば不満を抱いた。彼は頻繁に引っ越しを繰り返し、ある時はイリノイ州イーストセントルイスの製鉄所で働いた。その中で、彼が楽しんだ仕事はルイジアナ州の馬牧場の仕事であり、後に彼はパフォーマンスの際にカウボーイ・ハットを被り、当時の経験に思いを馳せたのであった。
20代前半の頃、改宗体験（「入信」）を経て、彼は肉体労働から逃れる道を見つけた。最初はバプテスト教会、その後メソジスト監督教会で有給の牧師として雇用された。しかし、彼は自身の父親同様に酒を飲み、恐らくは女遊びもするなど、聖職に相反する癖を身につけてしまった。数年の葛藤の末に彼は教会を去り、その後は時折説教をすることこそあったものの、フルタイムで教会で働くことはしなくなった。

### ブルース・パフォーマーとして
1927年25歳のとき、ハウスはまるで改宗をしたときのように急速かつ劇的な音楽観の変化を経験した。クラークスデールの南に位置する集落で、彼は飲み仲間の一人、ジェイムズ・マッコイあるいはウィリー・ウィルソン（彼の証言はときによって異なった）が、それまで聴いたことのないボトルネック・ギターのスタイルを弾いているのを耳にした。彼はすぐにブルースに対する考え方を変え、フランク・ホスキンズという名のミュージシャンからギターを購入し、数週間のうちに彼にマッコイとウィルソンを加えた形で共演するようになった。マッコイから学んだ2曲、「My Black Mama」と「Preachin' The Blues」は、後に彼の代表作となる。もう一つのインスピレーションの源は、彼よりももっと有名だったルービン・レイシーであった。（彼は1927年にリリースはされなかったがコロムビア・レコードに、1928年に2曲がリリースされたパラマウント・レコードにレコーディングをしている。）驚くほど短期間で、ハウスはたった 4 人のミュージシャンをモデルにし、宗教的な歌唱とシンプルなボトルネック・ギター・スタイルに基づいたブルースのスタイルをプロの水準にまで高めた。
1927年あるいは1928年頃、ハウスがジュークジョイントで演奏していたとき、ある男が銃を乱射しハウスは脚を負傷したため、彼はその男を射殺したとしている。ハウスはミシシッピ州立刑務所（パーチマン・ファーム）での15年の刑を言い渡され、実際に1928年から1929年の2年間服役している。彼は再審査と釈放が実現したのは家族の上訴のおかげだとしたが、彼らが働いていた有力な白人の入植者が介入したことも要因として挙げている。殺人事件の発生日と彼の言い渡された刑期については正確なところはわかっていない。ハウスはインタビューの度に異なる答え方をしており、伝記作家のダニエル・ボーモントはコアホマ郡の裁判所記録、およびミシシッピ州矯正局の公文書を調べたものの詳細情報は何も見つからなかったという。
1929年あるいは1930年初頭の釈放時、ハウスはクラークスデールから退去して戻ってこないように薦められた。彼はコアホマ郡のジョーンズタウンまで歩き、そこから列車に乗ってルラまで行った。ルラはクラークスデールの北16マイル、そしてブルースの中心地アーカンソー州ヘレナから8マイルに位置する小さな町であった。

#### チャーリー・パットンとの出会い
偶然にも、デルタ・ブルースの偉大なスター、チャーリー・パットンもまた、拠点としていたドッケリーファームから追い出され、ルーラで事実上の逃亡生活を送っていた。サイドマンのウィリー・ブラウンと共に活動し、パットンはプロのブルースマンとして地域シーンで圧倒的な存在感を示していた。パットンは、ハウスがルーラ駅に無一文で到着した際の路上ライヴを見ていたが、当初彼に声をかけることはしなかった。彼は、ハウスが持ち前のショーマンシップで、サラ・ナイトという女性の経営するカフェと密造ウイスキーの店に群衆を引き寄せているのを見ていた。パットンはハウスに対して、彼とブラウンのデュオに加わりレギュラーの共演者となるよう誘った。ハウスはナイトと連絡を取り合い、ハウスとパットンは彼女の密造酒販売に関与することで利益を得るようになった。この共演者関係について、パットンの伝記を執筆したスティーヴン・カルトとゲイル・ディーン・ウォードロウは異議を唱えている。彼らが言うにはハウスのミュージシャンとしての技量は、パットンとブラウンと共演するには不足していたといい、またこの2人は当時疎遠になっていたとの噂もあった。彼らはハウス自身の証言として、彼がルラのダンス・パーティーでは演奏しなかったとしている。ハウスはパットンの友人となり彼と一緒にギグのある先まで同行したが共演はしなかったとボーモントは結論付けている。

### レコーディング
1930年、パラマウント・レコードのアート・レイブリーはルラに赴き、パットンに対してウィスコンシン州グラフトンで更なるレコーディングを行なうよう説得した。パットンに同行したのはいずれも同レーベルでのレコーディング経験のあるハウス、ブラウンに加え、ピアニストのルイーズ・ジョンソンであった。ハウスはそのセッションで9曲をレコーディングし、うち8曲がリリースされたが商業的には失敗に終わっている。彼は、その後35年の間商業的なレコーディングを行なうことはなかったが、パットン、ブラウンとの共演は続けた。1934年のパットン死去後もブラウンとの共演が続いている。この間、ハウスはレイクコーモラント地区の大規模農園のトラクター運転手としても働いた。
アラン・ローマックスは1941年、アメリカ議会図書館のためにハウスをレコーディングした。ウィリー・ブラウン、マンドリン奏者のフィドリン・ジョー・マーティン、そしてハーモニカ奏者のリロイ・ウィリアムズがこれらのレコーディングでハウスとプレイした。ローマックは翌1942年にも戻ってきて、再度ハウスのレコーディングを行なっている。
ハウスはその後公の場から姿を消し、1943年にはニューヨーク州ロチェスターに移住してニューヨーク・セントラル鉄道の荷物運搬人や料理人として働いた。

### 再発見

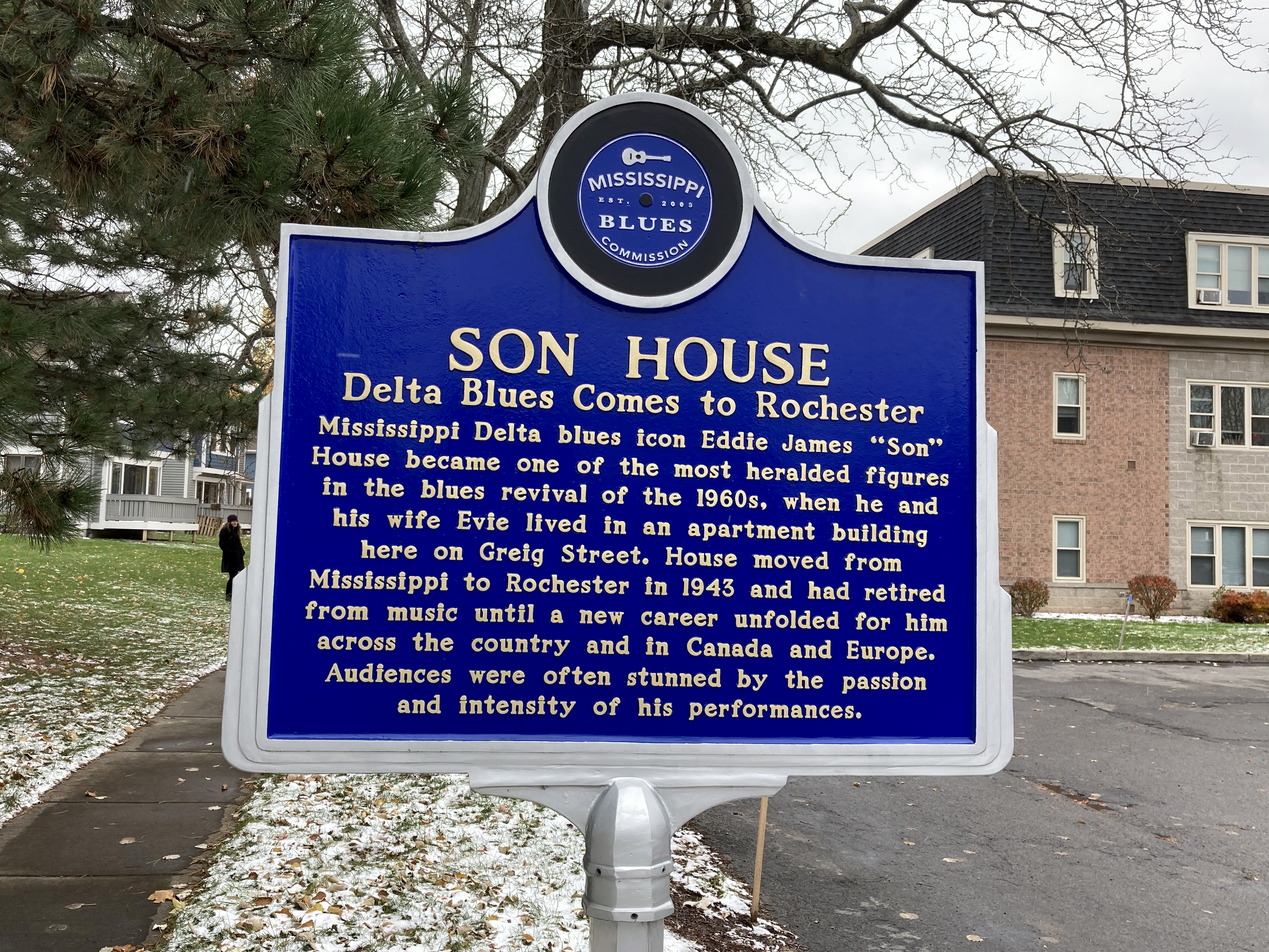
ハウス夫妻が1960年代に暮らしたニューヨーク州ロチェスター、グリーグ・ストリートのミシシッピ・ブルース・トレイルの標識

1964年、ニック・パールズ、ディック・ウォーターマン、フィル・スパイロによるミシシッピ・デルタ地帯での長きに渡る捜索活動の後、ハウスはニューヨーク州ロチェスターの鉄道駅で働いているところを「再発見」された。彼は音楽業界から引退して久しい状況で、1960年代のフォーク・ブルースのリバイバルや、彼の初期の録音に対して世界が熱烈に関心を持っていることなど全く知らなかった。
彼はその後、アメリカとヨーロッパを幅広くツアーし、CBSレコードでレコーディングも行った。ミシシッピ・ジョン・ハートと同様、1960年代の音楽シーンに歓迎され、1964年のニューポート・フォーク・フェスティバル、1965年7月のニューヨーク・フォーク・フェスティバル、そしてスキップ・ジェイムズとブッカ・ホワイトも参加した1967年10月のアメリカン・フォーク・ブルース・フェスティバルのヨーロッパ・ツアーなどで演奏をした。
若きギタリストで後にキャンド・ヒートを結成することとなるアラン・ウィルソンは、ハウスのファンであった。プロデューサーのジョン・ハモンドは当時弱冠22歳だったウィルソンに「サン・ハウスにサン・ハウスらしい弾き方を教えてやってほしい」と依頼した。というのも、ウィルソンが様々なブルースのスタイルを熟知していたからであった。その後、ハウスはアルバム『Father Of Folk Blues』をレコーディングした。これは後になり、『Father Of Delta Blues: The Complete 1965 Sessions』と題された2枚組CDとして再発されている。ハウスはウィルソンとライヴでも共演しており、『John the Revelator: The 1970 London Sessions』に収録された「Levee Camp Moan」などで共演を聴くことができる。
ハウスは、シアトル・フォークロア・ソサエティの企画で1968年3月19日、シアトルでコンサート出演をした。このときの演奏はボブ・ウェストによってレコーディングされ、2006年にアーコラ・レコードからCDでリリースされた。アーコラ盤CDはシアトルで1969年11月15日に行なわれたインタビュー音源も収録している。
1970年夏、ハウスは再びモントルー・ジャズ・フェスティバルへの出演を含むヨーロッパ・ツアーを行ない、このときのロンドンでのコンサートはリバティー・レコードによってリリースされた。彼はまた1974年には、トロントのトゥ・デイズ・オヴ・ブルース・フェスティバルにも出演。アートのテレビ番組「カメラ・スリー」への出演の際は、ブルース・ギタリストのバディ・ガイが彼に同行している。
後年、彼は健康状態が悪化して苦しみ、その結果1974年に再び引退となった。彼はその後ミシガン州デトロイトに移住した。彼は1988年に喉頭癌で亡くなるまでここで過ごしている。彼は1934年にエヴィー・ゴフと結婚。この結婚はハウスにとって5回目で、彼の死去時まで続いている。2人は、ゴフの連れ子のビアトリス、ルーファス、サリーの3人を育てた。ビアトリスはハウスについて「彼はいい父親で私たち3人を育ててくれました。彼が私たちを叱ることはなかったです」と語っている。彼はデトロイトのマウント・ヘイゼル墓地に埋葬されている。デトロイト・ブルース・ソサエティの会員がベネフィット・コンサートを通じて資金を集め、彼の墓に墓石を設置した。

## 受賞歴
2007年、ブルースゆかりの地、遺跡などをつなぐミシシッピ・ブルース・トレイルの一環としてのハウスの標識がミシシッピ州トゥニカに建立された。2015年には、1965年にハウスが再発見されたニューヨーク州ロチェスターにも標識が設置されている
ハウスは、ブルース・ファウンデーションが1980年に設立したブルースの殿堂の最初の年に殿堂入りをした。また1992年には彼の1965年のアルバム『Father Of Folk Blues』、2007年には同アルバム収録の楽曲「Death Letter」、2017年には1930年の彼の楽曲「Preachin' The Blues」、2023年には同じく彼の1930年の楽曲「My Black Mama」がそれぞれブルースの殿堂入りをしている。

## ディスコグラフィー

### 78回転SP盤
| 年         | シングル名                                                        | レーベル        | 備考                                     |
| ---------- | ----------------------------------------------------------------- | --------------- | ---------------------------------------- |
| 1930年9月  | 「Dry Spell Blues Part I」 b/w「Dry Spell Blues Part II」         | Paramount 12990 |                                          |
| 1930年10月 | 「Preachin' The Blues Part I」 b/w「Preachin' The Blues Part II」 | Paramount 13013 |                                          |
| 1931年2月  | 「My Black Mama Part I」 b/w「My Black Mama Part II」             | Paramount 13042 |                                          |
| 1931年8月  | 「Mississippi County Farm Blues」 b/w「Clarksdale Moan」          | Paramount 13096 |                                          |
| 1967年     | 「The Pony Blues」 b/w「The Jinx Blues」                          | Herwin 92401    |                                          |
| 1967年     | 「Make Me A Pallet On The Floor」 b/w「Shetland Pony Blues」      | Herwin 92404    | ※A面はウィリー・ブラウンのレコーディング |

### アルバム
| 年     | アルバム名                                                                             | レーベル       | 備考                                                                                       |
| ------ | -------------------------------------------------------------------------------------- | -------------- | ------------------------------------------------------------------------------------------ |
| 1965年 | 『Father Of Folk Blues』                                                               | Columbia       |                                                                                            |
| 1966年 | 『Living Legends』                                                                     | Verve Folkways | ※スキップ・ジェイムズ、ブッカ・ホワイト、ビッグ・ジョー・ウィリアムズとの共同名義          |
| 1970年 | 『John The Revelator』                                                                 | Liberty        |                                                                                            |
| 1975年 | 『Son House – The Real Delta Blues (14 Songs From The Man Who Taught Robert Johnson)』 | Blue Goose     |                                                                                            |
| 1977年 | 『Country Blues Guitar Festival』                                                      | Sonet          | ステファン・グロスマン、ジョ・アン・ケリー、サム・ミッチェル、マイク・クーパーとの共同名義 |
| 1981年 | 『In Concert』                                                                         | Stack-O-Hits   |                                                                                            |
| 1991年 | 『Live!』                                                                              | Roots          | ※ロバート・ピート・ウィリアムズとの共同名義                                                |
| 1991年 | 『The Oberlin College Concert』                                                        | King Bee       |                                                                                            |
| 1992年 | 『At Home: The Legendary 1969 Rochester Sessions』                                     | Document       |                                                                                            |
| 2000年 | 『"Live" At Gaslight Cafe, N.Y.C., January 3, 1965』                                   | Document       |                                                                                            |
| 2006年 | 『Son House In Seattle 1968』                                                          | Arcola         |                                                                                            |
| 2013年 | 『Daytrotter Presents No. 14』                                                         | Daytrotter     | ※ゲイリー・クラーク・ジュニアとの共同名義                                                  |
| 2022年 | 『Forever On My Mind』                                                                 | Easy Eye Sound |                                                                                            |